# Port Howard
Port Howard (in spagnolo Puerto Mitre; a volte Puerto Howard) è un villaggio delle Isole Falkland. È considerato il più grande insediamento di Falkland occidentale (a meno che Fox Bay venga considerato un solo insediamento invece di due). Si trova nella parte orientale dell'isola, su un'insenatura di Falkland Sound, sulle pendici inferiori del Monte Maria (parte della catena montuosa di Hornby). 
Port Howard è il centro di un allevamento di pecore di 800 km2, con 20 residenti permanenti e oltre 40.000 pecore. A volte questa popolazione è raddoppiata da residenti non permanenti. 
L'insediamento ha due piste di atterraggio che ricevono voli regolari da Stanley, ed è anche il terminal ovest del traghetto est-ovest. Port Howard si trova all'estremità settentrionale della rete stradale delle Falkland occidentali.

## Storia
Port Howard è stata fondata da James Lovegrove Waldron e suo fratello nel 1866; i fratelli Waldron in seguito partirono per la Patagonia, ma lasciarono l'azienda agricola sotto gestione locale. Nel 1986 l'azienda agricola fu acquistata da Robin e Rodney Lee. Nel 2004 è stata rilevata da Myles e Christopher Lee, figli di Robin, dopo il pensionamento di Rodney Lee.
Nel 1956, la JL Waldron Ltd costruì una scuola a Port Howard, forse ispirata dal "dono" della FIC a Darwin, qualche anno prima.

### Guerra delle Falkland
Durante la guerra delle Falkland, l'insediamento fu occupato da circa 1.000 soldati argentini. È stato successivamente allestito un piccolo museo, in un capannone, che contiene una serie di oggetti lasciati dalle truppe argentine. Appuntata al muro del museo c'è una poesia, Ode to Tumbledown, scritta da un'anonima guardia scozzese.
Il 21 maggio 1982, un Harrier della RAF fu abbattuto da un missile Shorts Blowpipe sparato da membri della Compañía de Comandos 601 argentina. Il 26 maggio 1982, almeno quattro soldati argentini furono uccisi e diversi feriti dopo un raid da parte di Harrier della RAF.
Il SAS aveva un posto segreto di osservazione su Many Branch Point, una cresta sopra Port Howard, che fu scoperto il 10 giugno 1982, da una sezione d'assalto argentino, parte della Compañía de Comandos 601. Durante lo scontro a fuoco che ne seguì il capitano Gavin Hamilton fu ucciso. La tomba di Hamilton può ancora essere vista su per la collina da Port Howard. Gli argentini permisero che la bandiera britannica fosse collocata sulla sua bara prima della sepoltura. 
Il 15 giugno 1982, un giorno dopo la principale resa dell'Argentina, la guarnigione di Port Howard si arrese ai Royal Marines della Compagnia B, 40 Commando, scesi dalla HMS Cardiff.